# Ipswich Town Football Club
Pour les articles homonymes, voir Blues (homonymie).
Maillots
Actualités
Dernière mise à jour : 29 décembre 2024.
Ipswich Town Football Club (prononcé [ˈɪpswɪtʃ ˈtaʊn], également connu comme Ipswich, The Blues, Town ou The Tractor Boys) est un club de football anglais basé à Ipswich, dans le Suffolk qui évolue en Premier League.
Fondé en 1878, le club ne devient professionnel qu'à partir de 1936 et ne rejoint les divisions professionnelles du football anglais qu'en 1938. Sous la direction d'Alf Ramsey, qui prend la direction de l'équipe en troisième division en 1955, Ipswich remporte une fois le Championnat d'Angleterre en 1961-1962. Dirigé de 1969 à 1982 par Bobby Robson, l'équipe remporte la Coupe d'Angleterre en 1978 puis la Coupe de l'UEFA en 1981 et termine également à deux reprises au deuxième rang du championnat, en 1980-1981 et 1981-1982.
Seul club de football professionnel dans le Suffolk, Ipswich connaît une rivalité importante avec Norwich City, équipe du Norfolk voisin. Les confrontations entre les deux clubs donnent lieu au derby de l'Est-Anglie, disputé à 139 reprises entre 1902 et 2009.
Ipswich Town joue ses matchs à domicile dans le stade de Portman Road, situé à Ipswich. Pour la saison 2019-2020 le club évolue en League One (troisième division anglaise). Il a participé pour la dernière fois à la première division au cours de la saison 2001-2002 avant la saison 2024-2025

## Histoire
Le club est fondé comme club amateur en 1878 sous le nom d'Ipswich Association FC. Il fusionne en 1888 avec Ipswich Rugby Club et devient Ipswich Town Football Club. Cette formation remporte plusieurs compétitions locales telles la Suffolk Challenge Cup et la Suffolk Senior Cup puis rejoint la Southern Amateur League en 1907 avec un titre de champion en 1922, 1930, 1933 et 1934. Ipswich passe la saison 1935-1936 en Eastern Counties Football League puis adopte le statut professionnel en 1936. L'équipe s'aligne alors en Southern League où elle gagne le titre dès sa première saison puis accroche une troisième place la saison suivante.
Ipswich est désigné pour rejoindre la Football League le 30 mai 1938 et évolue en troisième division Sud jusqu'en 1954, année où les Blues enlèvent le titre et gagnent leur promotion en deuxième division. Le club ne parvient à y assurer le maintien et retrouve la troisième division dès 1955.

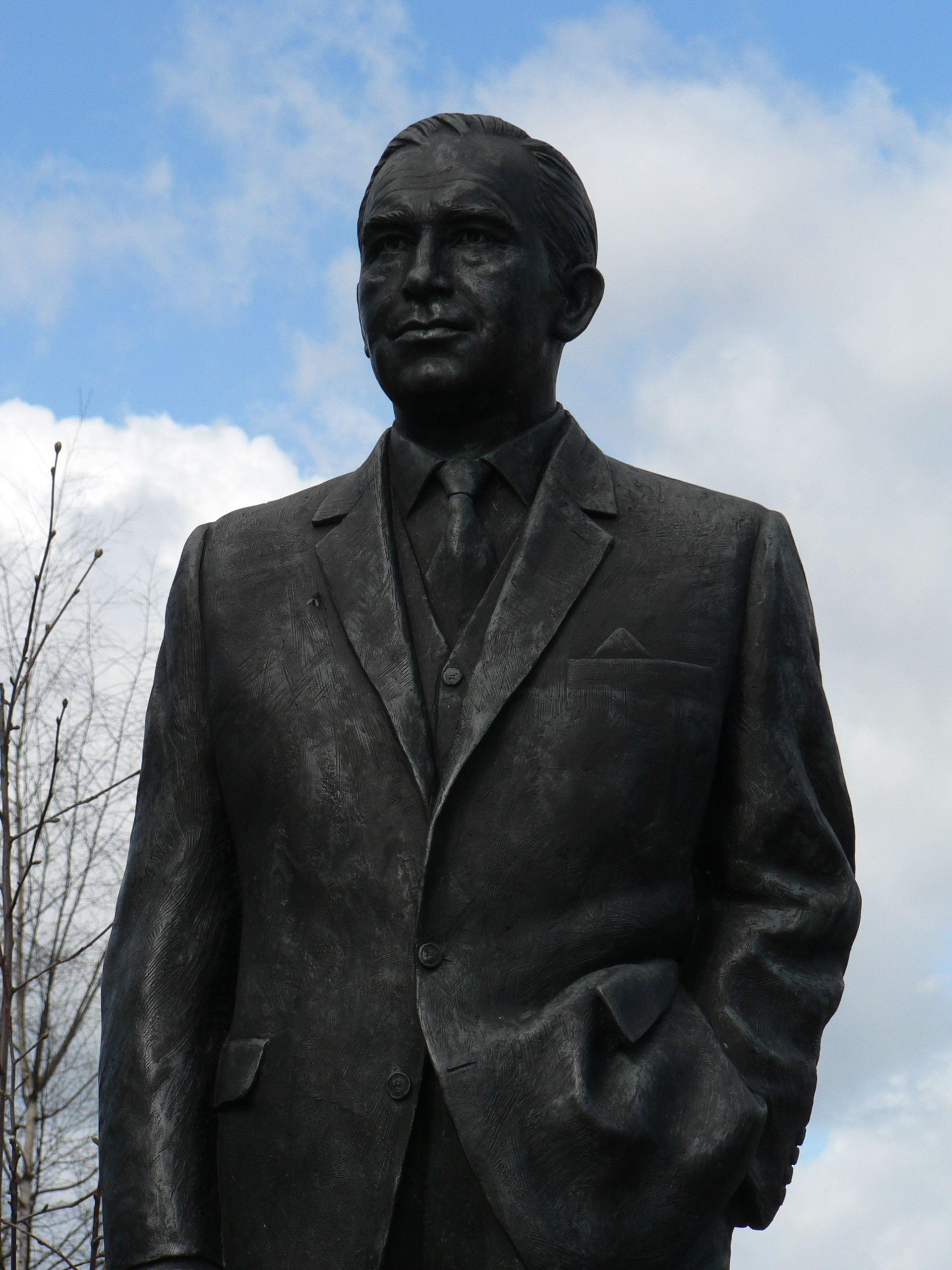
Statue de Sir Alf Ramsey à Portman Road

Sous la direction d'Alf Ramsey à partir d'août 1955, l'équipe progresse et décroche un nouveau titre de troisième division Sud en 1957 synonyme de promotion en deuxième division. Cette fois, Ipswich s'y maintient et accède même au niveau supérieur, la première division, à l'issue de la saison 1960-1961. Au plus haut niveau pour la première fois, Ipswich décroche le titre de champion d'Angleterre à la surprise générale (1961-1962). Ce titre donne accès à la scène européenne aux Blues qui écartent les Maltais de Floriana FC avant de s'incliner face aux Italiens du Milan AC. Ramsey quitte le club en avril 1963 pour prendre la direction de l'équipe nationale anglaise. Ramsey est remplacé par Jackie Milburn, sous la direction duquel le club plonge en deuxième division après avoir encaissé 121 buts en 46 matchs lors de la saison 1963-1964. Milburn est remercié et les Blues restent en deuxième division pendant quatre saisons avant de retrouver leur place parmi l'élite en 1968 sous la direction de Bill McGarry. McGarry quitte le club pour prendre en mains les Wolves et est remplacé par Bobby Robson en janvier 1969.

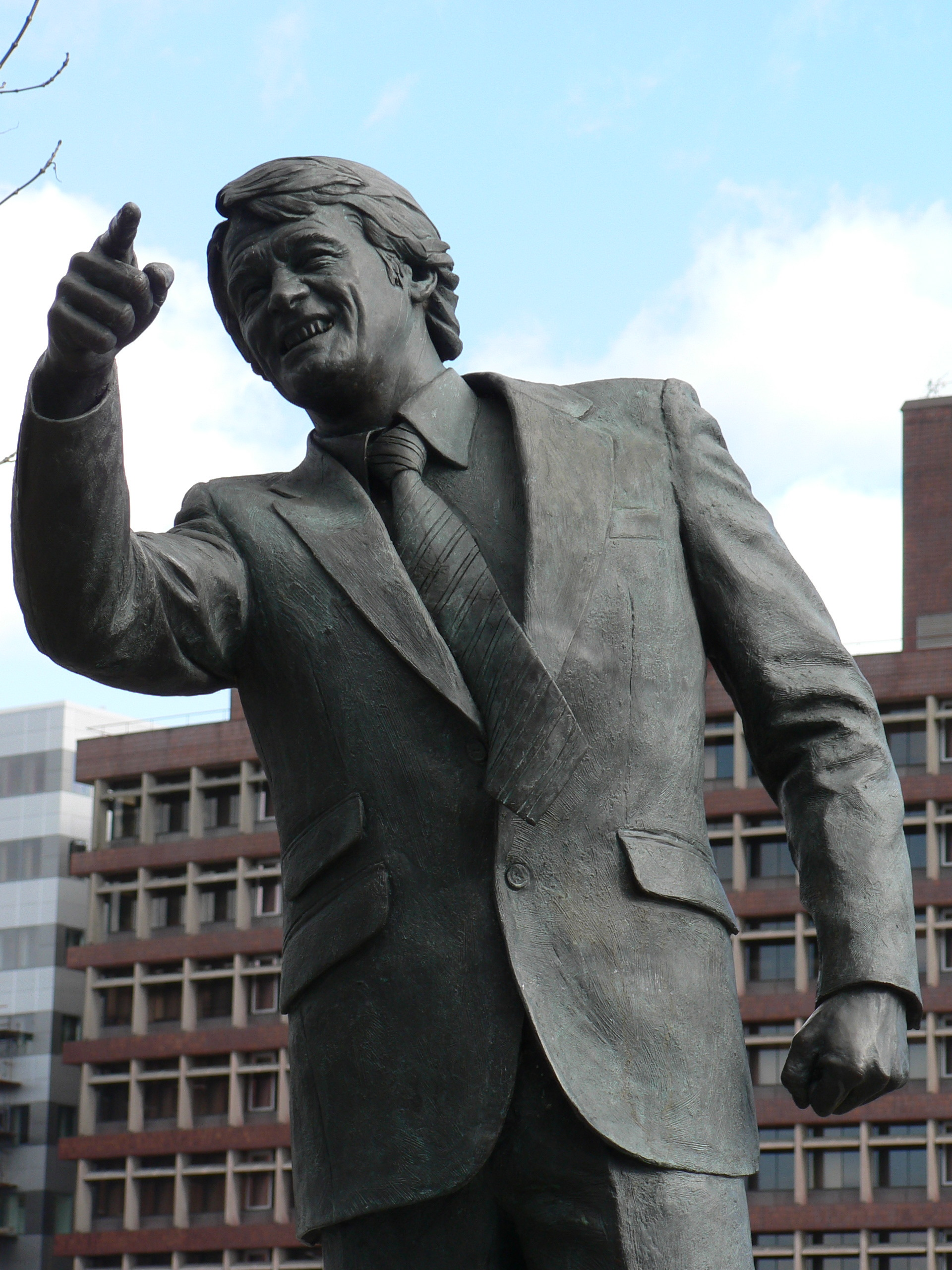
Statue de Sir Bobby Robson à Portman Road

Robson donne au club deux trophées majeurs et le conduit pendant plusieurs saisons sur la scène européenne. Cette période s'ouvre en 1973 avec la victoire en Texaco Cup et une quatrième place en championnat qualificative pour la Coupe UEFA. Jusqu'à la fin des années 1970, Ipswich aligne une équipe de premier plan ou s'illustrent notamment les deux internationaux néerlandais Arnold Mühren et Frans Thijssen et les internationaux britanniques John Wark, Terry Butcher et Paul Mariner. Ipswich termine termine alors régulièrement parmi les cinq premiers en championnat d'Angleterre et engrange de l'expérience au niveau continental. À leur apogée en 1980, ils écrasent Manchester United à Portman Road par 6 à 0 au cours d'un match où le gardien mancunien, Gary Bailey, détourna trois penalties. Les titres majeurs furent acquis en 1978 en Coupe d'Angleterre face à Arsenal FC en finale puis en 1981 avec un succès en Coupe UEFA. Ces succès de Robson lui permettent d'accéder au poste de sélectionneur de l'équipe d'Angleterre, il quitte alors Ipswich en août 1982 et est remplacé par son assistant, Bobby Ferguson.
À la peine en championnat, Ipswich est relégué en deuxième division en 1986. Ferguson reste en poste mais démissionne finalement après avoir échoué en play-offs de promotion en mai 1987. Il faut attendre 1992 pour voir Ipswich évoluer au plus haut niveau anglais. Cette saison 1992-1993 débute bien avec seulement deux défaites enregistrées et une quatrième place à la mi-saison. La seconde partie est beaucoup moins brillante, et les Blues terminent à une médiocre 16e place. La relégation est évitée de justesse la saison suivante, puis Ipswich sombre en 1994-1995 en enregistrant des scores records (9-0 contre Manchester United) et une logique relégation en deuxième division.
Après avoir atteint la phase de play-offs trois fois consécutivement, Ipswich gagne enfin son ticket retour en Premiership en 2000. Ce retour est positif avec le maintien et même une qualification pour la Coupe UEFA après avoir été longtemps à la lutte pour une place en Ligue des champions. Cette période faste ne dure pas, et le club replonge en deuxième division deux ans plus tard. Depuis lors, on retrouve souvent les Blues en play-offs de promotion, mais sans promotion.
Paul Jewell est remplacé par Mick McCarthy au poste d'entraîneur en octobre 2012,.
En 2019, le club est relégué de la Championship à l'avant-garde de Norwich, son grand rival. Après 4 années en troisième division, le club est promu en Championship à l'issue de la saison 2022-2023 et termine à la deuxième place la saison suivante, synonyme de montée en Premier League, ce qui constitue une première depuis la saison 2001-2002.

## Palmarès et records
- Coupe UEFA (1)
  - Vainqueur : 1981
- Championnat d'Angleterre (1)
  - Champion : 1962
  - Vice-champion : 1981, 1982
- Championnat d'Angleterre de deuxième division (3)
  - Champion : 1961, 1968, 1992
  - Vice-champion: 2024
- Championnat d'Angleterre de troisième division-sud (2)
  - Champion : 1954, 1957
- Coupe d'Angleterre (1)
  - Vainqueur : 1978
- Texaco Cup (1)
  - Vainqueur : 1973

## Joueurs et personnalités du club

### Entraîneurs
Le tableau suivant présente la liste des entraîneurs du club depuis 1936.
| Rang | Nom                     | Période                    |
| ---- | ----------------------- | -------------------------- |
| 1    | Mick O'Brien            | 29 mai 1936-11 août 1937   |
| 2    | Vacant                  | 12 août 1937-6 nov. 1937   |
| 3    | Scott Duncan            | 12 nov. 1937-7 août 1955   |
| 4    | Alf Ramsey              | 8 août 1955-30 avr. 1963   |
| 5    | Jackie Milburn          | 1er mai 1963-8 sept. 1964  |
| 6    | Jimmy Forsyth (intérim) | 9 sept. 1964-4 oct. 1964   |
| 7    | Bill McGarry            | 5 oct. 1964-23 nov. 1968   |
| 8    | Cyril Lea (intérim)     | 24 nov. 1968-12 janv. 1969 |
| 9    | Bobby Robson            | 13 janv. 1969-18 août 1982 |
| 10   | Bobby Ferguson          | 19 août 1982-17 mai 1987   |

| Rang | Nom                     | Période                    |
| ---- | ----------------------- | -------------------------- |
| 11   | John Duncan             | 17 juin 1987-5 mai 1990    |
| 12   | John Lyall              | 11 mai 1990-5 déc. 1994    |
| 13   | Paul Goddard            | 6 déc. 1994-27 déc. 1994   |
| 14   | George Burley           | 28 déc. 1994-11 oct. 2002  |
| 15   | Tony Mowbray (intérim)  | 11 oct. 2002-28 oct. 2002  |
| 16   | Joe Royle               | 28 oct. 2002-11 mai 2006   |
| 17   | Jim Magilton            | 5 juin 2006-22 avr. 2009   |
| 18   | Roy Keane               | 23 avr. 2009-7 janv. 2011  |
| 19   | Ian McParland (intérim) | 7 janv. 2011-12 janv. 2011 |
| 20   | Paul Jewell             | 13 janv.2011-24 oct. 2012  |

| Rang | Nom                       | Période                         |
| ---- | ------------------------- | ------------------------------- |
| 21   | Chris Hutchings (intérim) | 24 oct. 2012-1er nov. 2012      |
| 22   | Mick McCarthy             | 1er nov. 2012-10 avril 2018     |
| 23   | Bryan Klug (intérim)      | 10 avril 2018-30 mai 2018       |
| 24   | Paul Hurst                | 30 mai 2018-25 octobre 2018     |
| 25   | Paul Lambert              | 27 octobre 2018-27 février 2021 |
| 26   | Paul Cook                 | 2 mars 2021-4 décembre 2021     |
| 27   | Kieran McKenna            | 21 décembre 2021-               |

### Effectif professionnel actuel
Le premier tableau liste l'effectif professionnel d'Ipswich Town pour la saison 2025-2026. Le second recense les prêts effectués par le club lors de cette même saison.
En grisé, les sélections de joueurs internationaux chez les jeunes mais n'ayant jamais été appelés aux échelons supérieurs une fois l'âge-limite dépassé ou les joueurs ayant pris leur retraite internationale.

### Joueurs emblématiques
| Nom            | Matchs | Carrière au club                        |
| -------------- | ------ | --------------------------------------- |
| Mick Mills     | 737    | 1965 - 1982                             |
| John Wark      | 670    | 1974 - 1983 & 1987 - 1989 & 1991 - 1996 |
| Paul Cooper    | 575    | 1973 - 1986                             |
| Mick Stockwell | 555    | 1982 - 2000                             |
| George Burley  | 500    | 1973 - 1985                             |
| Tommy Parker   | 475    | 1946 - 1956                             |
| Billy Baxter   | 459    | 1960 - 1970                             |
| John Elsworthy | 435    | 1949 - 1964                             |
| Jason Dozzell  | 393    | 1983 - 1992 & 1997                      |
| Doug Rees      | 387    | 1947 - 1960                             |

| Nom            | Buts | Matchs | Carrière au club                        |
| -------------- | ---- | ------ | --------------------------------------- |
| Ray Crawford   | 218  | 354    | 1958 - 1963, 65 - 68                    |
| John Wark      | 190  | 678    | 1974 - 1983 & 1987 - 1989 & 1991 - 1996 |
| Ted Phillips   | 181  | 295    | 1953 - 1963                             |
| Tom Garneys    | 143  | 273    | 1951 - 1958                             |
| Paul Mariner   | 135  | 339    | 1976 - 1993                             |
| Trevor Whymark | 104  | 335    | 1969 - 1978                             |
| Eric Gates     | 73   | 378    | 1973 - 1984                             |
| Tommy Parker   | 95   | 475    | 1946 - 1956                             |
| Alan Brazil    | 80   | 210    | 1977 - 1982                             |
| Jason Dozzell  | 72   | 414    | 1983 - 1991 & 1997                      |

Internationaux
Douze joueurs ont disputé au moins un match sous le maillot de l'équipe d'Angleterre alors qu'ils jouaient à Ipswich Town ce qui fait du club le trente-septième fournisseur de l'équipe nationale. Depuis sa création, le club a également fourni trois joueurs à l'équipe d'Écosse faisant du club le soixante-septième fournisseur de cette équipe.
Le premier d'entre eux est l'attaquant Ray Crawford en 1961 qui marque un but en deux sélections. Le joueur totalisant le plus de sélections en étant au club est le défenseur Terry Butcher avec 45 sélections et trois buts entre 1980 et 1986, qui dispute les coupes du monde 1982 et 1986 alors qu'il joue au club. Après Butcher suivent dans ce classement le défenseur Mick Mills avec 42 sélections entre 1972 et 1982 dont huit en tant que capitaine et l'attaquant Paul Mariner avec 33 sélections et 14 buts entre 1977 et 1995. Le dernier joueur appelé en équipe d'Angleterre alors qu'ils portait le maillot d'Ipswich Town est le gardien Richard Wright en 2000.
Le tableau suivant donne la liste actualisée au 1er septembre 2010 des joueurs d'Ipswich Town en équipe d'Angleterre, le nombre de sélections et la période correspondante, ainsi que le nombre total de sélections en incluant les périodes où le joueur était dans un autre club de football.
| Joueur        | Sélections | Période   | Sél. (total) |
| ------------- | ---------- | --------- | ------------ |
| Ray Crawford  | 2          | 1961–1962 | 2            |
| Mick Mills    | 42         | 1972-1982 | 42           |
| Kevin Beattie | 9          | 1975-1977 | 9            |
| Colin Viljoen | 2          | 1975      | 2            |
| David Johnson | 3          | 1975      | 8            |

| Joueur         | Sélections | Période   | Sél. (total) |
| -------------- | ---------- | --------- | ------------ |
| Paul Mariner   | 33         | 1977–1984 | 35           |
| Brian Talbot   | 5          | 1977      | 6            |
| Trevor Whymark | 1          | 1977      | 1            |
| Russell Osman  | 11         | 1980-1983 | 11           |
| Terry Butcher  | 45         | 1980-1986 | 77           |

| Joueur         | Sélections | Période   | Sél. (total) |
| -------------- | ---------- | --------- | ------------ |
| Eric Gates     | 2          | 1980      | 2            |
| Richard Wright | 1          | 2000      | 2            |
| Total          | 156        | 1961-2000 | -            |

### Stade

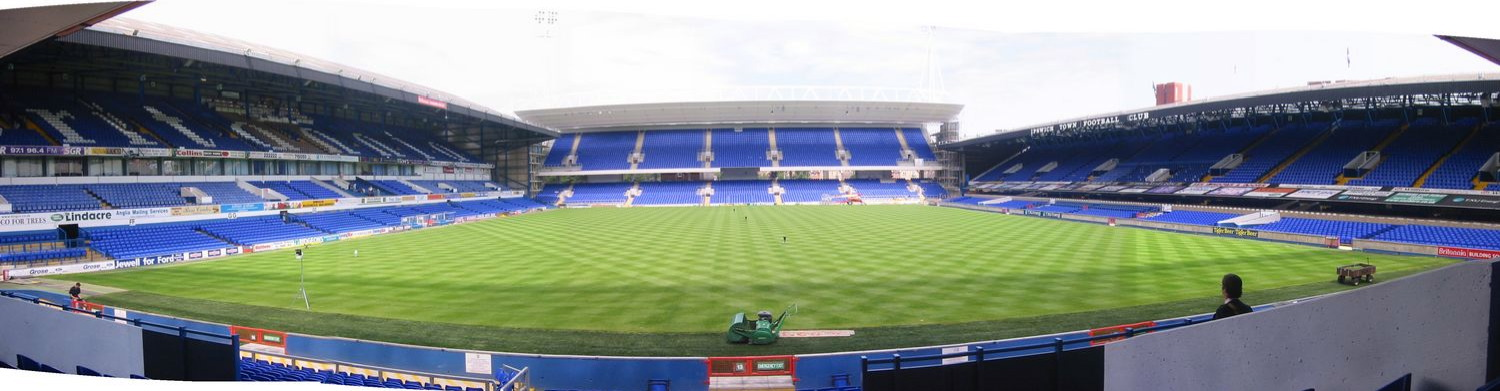
Stade de Portman Road

## Soutien et image

### Ipswich Town dans la culture populaire
Certains joueurs d'Ipswich dont John Wark, Russell Osman, Laurie Sivell et Kevin O'Callaghan participent, en 1981, aux côtés de Sylvester Stallone et Pelé au film À nous la victoire qui à pour sujet les Prisonnier de guerre. D'autres joueurs d'Ipswich Town sont également utilisés comme doublure des acteurs dans les scènes de football : Kevin Beattie se substitue à Michael Caine, et Paul Cooper à Sylvester Stallone.